# Bonellia pauciflora
Bonellia pauciflora är en viveväxtart som först beskrevs av B. Ståhl och F.S.Axelrod, och fick sitt nu gällande namn av B. Ståhl, Källersjö. Bonellia pauciflora ingår i släktet Bonellia och familjen viveväxter. Inga underarter finns listade i Catalogue of Life.